# Barbara Cope
Barbara Cope, née Barbara Sheltman le 19 mars 1950 et morte dans un incendie le 14 janvier 2018 est une groupie américaine du rock 'n' roll, connue à la fin des années 1960 et au début des années 1970 sous le nom de The Butter Queen.

## Biographie
Barbara Sheltman est la fille d'Erline Miller et de Joe Alton Sheltman. Elle naît dans le comté de Hunt au Texas le 19 mars 1950[réf. souhaitée] et est scolarisée dans un lycée de Dallas. Elle épouse David Albert Cope en mai 1968 dans cette même ville ; leur fils Jeffrey Christian Cope vient au monde cette même année.
C'est en 1965 qu'elle estime être devenue une groupie, après qu'elle assiste à un concert au Dallas Memorial Auditorium. Elle suit le groupe Traffic pendant une tournée, puis accompagne Jimi Hendrix avant de rejoindre Joe Cocker en 1970 (on la voit à cet égard dans un segment de sept minutes du film documentaire sur Cocker de 1971 intitulé Mad Dogs & Englishmen). Elle a aussi des aventures avec Donovan, David Cassidy et Mick Jagger, des musiciens de Led Zeppelin, des Carpenters, des Moody Blues, George Harrison et même Elton John. 
Elle est alors connue dans le milieu du rock américain sous le surnom de The Butter Queen (ou The Dallas Butter Queen) que lui aurait valu l'utilisation de beurre lors de rencontres sexuelles avec des rock stars,. Elle est mentionnée sous ce sobriquet dans la chanson Rip This Joint des Rolling Stones, :
« Down to New Orleans with the Dixie Dean

Cross to Dallas, Texas with the Butter Queen »
et dans les notes qui accompagnent la sortie en DVD du documentaire Gimme Shelter sur le groupe :
« A blonde with straggly hair announced, 'I've got a pound of butter in my purse. Where's Mick?' She was the Dallas Butter Queen. Groupies had titles then. »
« Une blonde décoiffée annonça : « J'ai une livre de beurre dans mon sac. Où est Mick ? » C'était la Reine du beurre de Dallas. Les groupies avaient alors des titres. »
Le chanteur de Led Zeppelin , Robert Plant, la mentionne à plusieurs reprises sur scène, lui dédiant notamment la chanson Dazed & Confused à Fort Worth en 1973. Pplusieurs bootlegs du groupe portent son nom (Tympani For The Butter Queen, The Revenge Of The Butterqueen, The Sex Machine & The Butterqueen, The Butterqueen).
Elle abandonne la vie de groupie en 1972. En 1987, elle déclare au Oprah Winfrey Show avoir probablement eu des relations sexuelles avec quelque 2 000 musiciens,.  
Barbara Cope meurt dans l'incendie du domicile qu'elle partageait avec sa mère à East Dallas le matin du 14 janvier 2018, à l'âge de 67 ans,.